# Oireachtas de l'État libre d'Irlande
 (février 2019).
Si vous disposez d'ouvrages ou d'articles de référence ou si vous connaissez des sites web de qualité traitant du thème abordé ici, merci de compléter l'article en donnant les références utiles à sa vérifiabilité et en les liant à la section « Notes et références ».
Dáil Éireann Oireachtas
Leinster House
LOireachtas de l'État libre d'Irlande (anglais : Oireachtas of the Irish Free State, irlandais : Oireachtas Shaorstát Éireann) est le parlement de l'État libre d'Irlande de 1922 à 1937. Il est créé par la Constitution de l'État libre d'Irlande en 1922, basé sur le traité anglo-irlandais. Il s'agit du premier parlement indépendant d'Irlande reconnu en dehors du pays depuis le Parlement d'Irlande aboli par l'Acte d'Union en 1800.